# Рудановац
Рудановац је насељено мјесто у Лици, у општини Плитвичка Језера, Личко-сењска жупанија, Република Хрватска.

## Географија
Рудановац је удаљен око 5 км сјеверно од Коренице.

## Историја
У време хабзбуршке Војне крајине у Рудановцу се налазио стални контумац. Сав саобраћај између Лике и суседних крајева османске Босне морао је ићи преко овог контумаца. На другим местима прелазак границе је био строго забрањен због страха да би се тако могла пренети куга у Војну крајину. Након што би у Рудановцу издржали карантин, путници би могли наставити даље. Рудановац се од распада Југославије до августа 1995. године налазио у Републици Српској Крајини. До територијалне реорганизације у Хрватској насеље се налазило у саставу бивше велике општине Кореница.

## Становништво
Према попису из 1991. године, насеље Рудановац је имало 52 становника, међу којима је било 42 Срба, 2 Хрвата, 7 Југословена и 1 остали. Према попису становништва из 2001. године, Рудановац је имао 81 становника. Према попису становништва из 2011. године, насеље Рудановац је имало 123 становника.
| Националност       | 1991. | 1981. | 1971. | 1961. |
| Срби               | 42    | 27    | 38    | 34    |
| Југословени        | 7     | 17    |       |       |
| Хрвати             | 2     |       | 2     | 5     |
| остали и непознато | 1     |       |       |       |
| Укупно             | 52    | 44    | 40    | 39    |

| Демографија | Демографија | Демографија |
| Година      | Становника  | Становника  |
| ----------- | ----------- | ----------- |
| 1961.       | 39          |             |
| 1971.       | 40          |             |
| 1981.       | 44          |             |
| 1991.       | 52          |             |
| 2001.       | 81          |             |
| 2011.       |             | 123         |